# Phare arrière de Suurupi
Le phare arrière de Suurupi (en estonien : Suurupi ülemine  tuletorn) est un feu situé dans le village de Suurupi de la commune de Harku dans le comté de Harju, en Estonie. Ce feu directionnel fonctionne conjointement avec le phare avant de Suurupi qui se trouve à plus de 2 km.
Il est géré par l'Administration maritime estonienne ,.
Il est inscrit au registre des monuments nationaux de l'Estonie  en date du 25 novembre 1997.

## Histoire

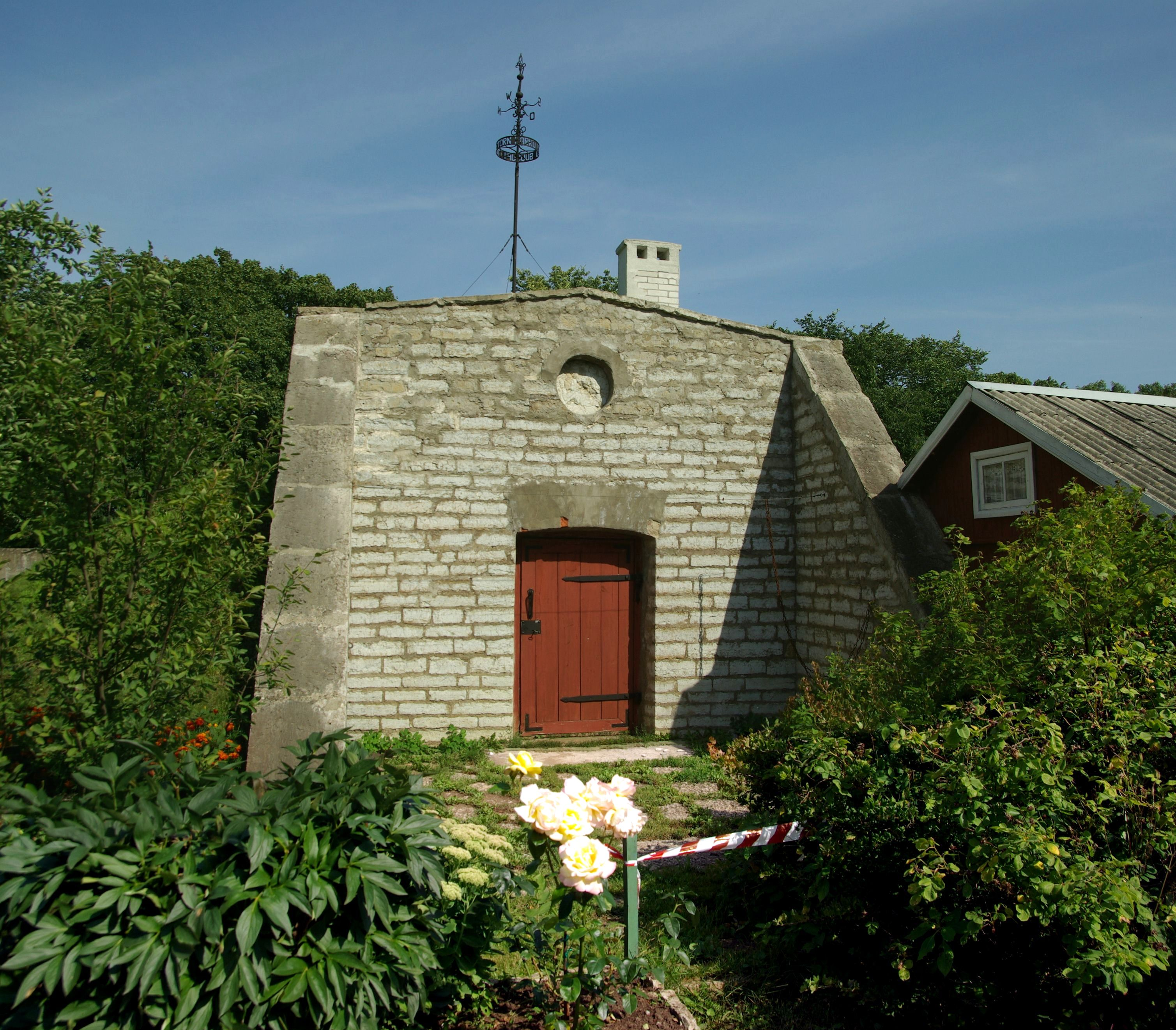
Sous-col

En 1760, un phare en pierre de 15,5 mètres de haut fut construit dans la partie nord de la péninsule de Suurupi. Le phare a été rénové en 1788, 1858 et 1898. La tour a été reconstruite en 1812.
Pendant la Seconde Guerre mondiale, le phare a été sérieusement endommagé. Après la guerre, les autorités de la République socialiste soviétique d'Estonie ont restauré le phare en 1951.
Le sous-sol du phare  ainsi que la résidence de gardiennage   sont inscrits au registre des monuments nationaux de l'Estonie.

## Description
Le phare  est une massive tour circulaire en pierre de 22 mètres de haut, avec une galerie et une lanterne noire. La tour de 4 étages est peinte en blanc. Son feu à occultations émet, à une hauteur focale de 68 mètres, deux longs éclats blancs toutes les 15 secondes. Sa portée nominale est de 12 milles nautiques (environ 24 km).
Il est situé près de la côte, à environ 3 km à l'est de Suurupi.
Il sert à guider les navires sortant du port de Tallinn et allant vers le chenal sud de l'île de Naissaar.
Identifiant : ARLHS : EST-017 ; EVA-375 - Amirauté : C-3786.1 - NGA : 12768 .

## Caractéristique dufeu maritime
Fréquence : 15 secondes (W)
- Lumière : 4,5 secondes
- Obscurité : 1,5 seconde
- Lumière : 4,5 secondes
- Obscurité : 4,5 secondes

|                   |
| Golfe de Finlande |

|          |
| Le phare |

|                      |
| Résidence du gardien |

### Lien connexe
- Liste des phares d'Estonie